# 山姥切國廣
山姥切國廣（平假名：やまんばぎりくにひろ）是由安土桃山時代刀匠─堀川國廣，仿造長船派太刀本作長義所鍛造而成的打刀，也是堀川國廣定居京都之前的初期作品之中，被譽為第一傑作的一把刀。

## 歷史與名稱由來
堀川國廣原為伊東家的家臣，因為主君一家沒落後，遊歷各國，期間曾待在下野國(栃木縣)的足利學校。受到城主長尾顯長之託，打造了山姥切國廣，由於成品質地甚佳，甚至被譽為超過本歌長義。
「山姥切」源自於曾經用來展殺山姥妖怪的傳說，不過擊敗山姥的究竟是本作長義還是山姥切國廣，尚未有確切的史料可證實。

## 現狀
昭和時代（1962年）被文化廳指定為重要文化財，根據文化廳文化遺產數據庫的資料顯示，現為個人持有。

## 備注
1. ↑  日本刀劍博物技術研究財團 （页面存档备份，存于）（日語）